# Gines
Gines este un municipiu în provincia Sevilia, Andaluzia, Spania cu o populație de 10.717 locuitori.
1. ↑  Nomenclátor Geográfico de Municipios y Entidades de Población (20240402 edition)